# Masked and Anonymous
Masked and Anonymous är en amerikansk film från 2003 i regi av Larry Charles, som även skrivit filmens manus tillsammans med Bob Dylan.

## Handling
Den stora rocklegenden Jack Fate släpps från fängelset för att utföra en välgörenhets-konsert för samhället i norra Amerika som håller på att falla ihop.

## Rollista (i urval)
- Jeff Bridges - Tom Friend
- Penélope Cruz - Pagan Lace
- Bob Dylan - Jack Fate
- John Goodman - Uncle Sweetheart
- Jessica Lange - Nina Veronica
- Luke Wilson - Bobby Cupid
- Angela Bassett - Mistress
- Steven Bauer - Edgar
- Robert Wisdom - Lucius
- Tony Garnier - basist